# Zamek w Braniewie
Zamek w Braniewie (niem. Bischofsburg Braunsberg) – zamek biskupi z XIII wieku w Braniewie. Jego pozostałości znajdują się w południowo-wschodniej części Starego Miasta niedaleko kościoła św. Katarzyny.

## Historia
Zamek w Braniewie zbudowano pod koniec XIII wieku w czasach biskupa Henryka I Fleminga (1279–1300). Pierwsza informacja źródłowa o zamku w Braniewie po jego założeniu w nowym miejscu, po zniszczeniu starszej drewnianej warowni przez Prusów, została zawarta w dokumencie z 1282 roku. Około 1320–1330 r. murowany zamek w Braniewie został rozbudowany. Do 1340 r. murowany zamek w Braniewie był główną rezydencją biskupów warmińskich, a także siedzibą władz administracyjnych zarządzających domeną biskupią oraz komornictwem braniewskim. W 1340 roku biskup Herman z Pragi przeniósł się wraz z dworem do Ornety, a jego następca Jan z Miśni obrał ostatecznie za miejsce rezydowania Lidzbark Warmiński. Od roku 1340 na zamku rezydował biskupi burgrabia. W 1396 podczas rewolty wobec biskupa Henryka Sorboma zamek zdobyli mieszczanie braniewscy i częściowo zniszczyli. Z kolei w 1454 roku zamek zdobyli członkowie Związku Pruskiego, a od 1461 ponownie znalazł się w posiadaniu biskupim odbity z rąk czeskich zaciężnych przez mieszczan. W XV w. lub na początku XVI w. na południowym przedmurzu zamku głównego ufortyfikowano przejazd bramny oraz groblę za pomocą barbakanu. Przed 1626 r. umocnienia barbakanu wzmocniono dodatkowo elementem fortyfikacji stałej – dwuramiennikiem. Został on umieszczony po południowej stronie fosy miejskiej. W latach 1626–1635 wojska szwedzkie, podczas pierwszej wojny z Rzecząpospolitą i okupacji północnej części władztwa warmińskiego, rozwinęły umocnienia przed barbakanem. W miejsce dwuramiennika został wzniesiony bastion. W 1636 roku zamek gościł króla Władysława IV. W 1807 roku zamek został częściowo zniszczony podczas wojen napoleońskich (bitwa o Braniewo, 26 lutego 1807). Od roku 1811 w zamku mieściła się szkoła (Seminarium Nauczycielskie w Braniewie). Podczas przebudowy w latach 1873–1874 rozebrano część zabudowań zamkowych, w tym dom główny. W nowo wybudowany budynek szkolny wkomponowana została gotycka wieża bramna. W czasie walk w 1945 roku zamek spłonął i około 1958 roku ruiny zostały rozebrane. Ocalała jedynie wieża bramna z kaplicą na piętrze.

## Architektura
Zamek wzniesiono z cegły nad brzegiem starego koryta Pasłęki, na miejscu poprzedniej warowni założonej przez Krzyżaków około 1240 roku, a zniszczonej przez Prusów dwa lata później. Budowlę założono na planie kwadratu z przelotem bramnym od południowego wschodu wiodącym na główny dziedziniec przez budynek mieszkalny. Od strony południowo-zachodniej znajdowało się przedzamcze, do którego prowadziła brama z głównego dziedzińca. W latach 1320–1330 nastąpiła rozbudowa warowni, którą otoczono murem obronnym z dwiema wieżami, od północy i zachodu. Wzdłuż muru od strony północno-wschodniej zbudowano budynki gospodarcze.

## Wieża bramna przed i po renowacji
Jedyną pozostałością zamku jest trzykondygnacyjna ceglana wieża bramna prowadząca dawniej na dziedziniec zamkowy. Dolna część wieży została zbudowana w czwartej ćwierci XIII wieku. Nadbudowano ją w latach 1320–1330, umieszczając w nadbudowanej części kaplicę pod wezwaniem św. Andrzeja ze sklepieniami. Przypuszczalnie kaplica została zbudowana na polecenie biskupa Eberharda z Nysy. Kaplica została przykryta sklepieniem gwiaździstym, które po zniszczeniach z 1945 roku zostało zrekonstruowane w 1960 roku. W kaplicy znajduje się wnęka ołtarza, a w piętrach kręcone schody, które prowadziły na obiegającą wnętrze kaplicy galeryjkę utworzoną w grubości murów wieży. W północnej wnęce jest prostokątna tablica z piaskowca, przedstawiającą herb biskupa Szymona Rudnickiego (1604–1621) z napisem: SIMON RUDNICKI DGEPIS VARMIENSIS. Najwyższa kondygnacja wieży pochodzi z XVII wieku, a wieńczące ją gzymsy w stylu neogotyckim z lat 1873–1874.
W dolnej części w ścianie zachodniej i wschodniej widoczne są fragmenty ostrołukowych arkad przejazdu, z których wschodni obrzeżony został w partii łuku fryzem z cegieł układanych rębem skośnym. Część przejazdu bramnego zajmują obecnie murowane schody.
20 października 2017 po pozytywnej weryfikacji projektu „Nowe życie wieży bramnej zamku biskupiego w Braniewie” została podpisana umowa z Urzędem Marszałkowskim na dofinansowanie remontu wieży. Projekt objął remont wieży bramnej zamku biskupiego z adaptacją na funkcję punktu informacji turystycznej wraz z tarasem widokowym oraz zagospodarowaniem terenu wokół wieży (wytyczenie ścieżek i placu, elementy małej architektury, miejsca parkingowe). Zakres projektu uwzględnił także prace remontowe murów obronnych przy ul. Kromera o długości 55,3 m. Łączna wartość projektu wyniosła 3,5 mln zł, z czego 3 mln zł stanowiło dofinansowanie.
W latach 2019–2020 wieża została poddana gruntownym pracom konserwatorskim, po czym 19 września 2020 została uroczyście otwarta i udostępniona do zwiedzania, stając się kolejną atrakcją turystyczną miasta.